# Van Rensselaer Potter
Van Rensselaer Potter (27 de agosto de 1911 — 6 de setembro de 2001) foi um bioquímico americano, e pesquisador na área de oncologia.
Sua experiência com pacientes oncológicos o fez propor o surgimento de um novo conceito interdisciplinar, o qual correlaciona ética e ciência,  o qual denominou de bioética. Potter tenta estabelecer um diálogo entre a ciência da vida e a sabedoria prática, ou seja, entre o Bios e o Ethos, criando desta forma a bioética. Seu livro  Bioética:Ponte para o Futuro é o primeiro livro abordando este dialogo, e o marco inicial da bioética.

## Biografia
Potter recebeu o título de bacharel em ciências pela Universidade de Dakota do Sul em 1933, com posterior especialização em química e biologia. Em 1935 chegou ao Wisconsin Alumni Research Fundation (WARF), setor de investigação e pesquisas da Universidade de Wisconsin, na cidade de Madison. Posteriormente conclui o doutorado em bioquímica e estagiou após isso na Suécia e Inglaterra. No seu retorno aos Estados Unidos, trabalha no laboratório McArdle com o Dr. Harold Rusch. Em 1947 alcança a cátedra de bioquímica.
Foi presidente da Sociedade Americana de Biologia Celular em 1964 e presidente da Associação Americana para Investigação contra o Câncer em 1974. Também foi membro da Academia Americana de Artes e Ciências, da Academia Nacional de Ciências e da Associação Americana para o Progresso da Ciência. 

## Obras publicadas
- Bioética:Ponte para o Futuro (1971)
- Bioética Global: Construindo no Legado de Leopold (1988)